# Mato Leitão
Mato Leitão là một đô thị thuộc bang Rio Grande do Sul, Brasil. Đô thị này có diện tích 45,903 km², dân số năm 2007 là 3585 người, mật độ 78,1 người/km².